# فلسفة علم الآثار
تسعى فلسفة علم الآثار إلى التحقيق في أسس وطرق وآثار علم الآثار من أجل زيادة فهم ماضي الإنسان وحاضره.
تتضمن الأسئلة المركزية ما هو علم الآثار؟ ما هو الأساس النظري لعلم الآثار؟ كيف يجب أن يتصور علم الآثار الزمن؟ لماذا يمارس علم الآثار ولمن. ما هي طبيعة وحقيقة أشياء وعمليات الدراسة الأثرية؟ تبحث الفلسفة التحليلية لعلم الآثار في المنطق الكامن وراء مفاهيم مثل القطع الأثرية والموقع والسجل الأثري والثقافات الأثرية. هذه ليست سوى بعض الأمثلة على الاهتمامات الميتافيزيقية والجمالية والمعرفية والأخلاقية والنظرية في قلب ممارسة علم الآثار.